# Ursula Konzettová
Ursula Greggová (rozená Konzettová, * 15. listopadu 1959 Grabs, Švýcarsko) je bývalá sjezdová lyžařka z Lichtenštejnska.

## Kariéra

### Olympijské hry
- Alpské lyžování na Zimních olympijských hrách 1984 (Sarajevo, Jugoslávie).
  -  Bronzová medaile ze slalomu

### Mistrovství světa
- 1982 (Schladming, Rakousko).
  -  Bronzová medaile z obřího slalomu

### Světový pohár
- Celkem 6. na Světový pohár alpského lyžování 1982

Ve slalomu celkem 2.

### Za sezónu
- Světový pohár 1982
- Slalom: 2 výhry (Lenggries, Německo a Waterville Valley, New Hampshire, USA).